# Carlos Patiño
Carlos Patiño (Conca, Castella, 1600 - Madrid, 5 de setembre de 1675) fou un compositor espanyol.
L'il·lustre escriptor gallec Julián Vesteiro afirma que Patiño era nascut a Galícia, el cognom porta a creu-rel oriünd de Galícia, s'hi bé també es troba a Castella. Patiño ja pertanyia a la Capella Reial el 1633 i era capellan de banco, tenint al seu càrrec l'ensenyança i magisteri dels cantorcicos. Quan el 1633 el capità mestre, Mateo Romero, fou jubilat en el magisteri de la Capella Reial, Patiño el suplí en la direcció de la dita capella, i mort ja Romero el 1647, Patiño apareix encara desenvolupant ambdós càrrecs.
Segons Hilarión Eslava, Patiño aconseguí el 1660 el magisteri de la capella del Reial Convent de l'Encarnació, i ja mort el 1683, li succeí el mestre Juan Pérez Roldán. Fins a la confirmació d'aquestes dades, aquestes s'han de posar en quarantena. En el tom XII dels manuscrits referents a la Reial Capella que es conserven en la Biblioteca Municipal de Madrid, s'hi llegeix que a Patiño li succeí l'1 de febrer de 1680 en Cristóbal Galán, més si aquell desenvolupà el magisteri tot el temps transcorregut des de 1647 fins al 1680, o es jubilà abans, o va tenir a la vegada els magisteris de Palau i de l'Encarnació, són fets que s'ignoren.
Patiñó ocupa entre els compositor espanyols un lloc distingit en la història. És indubtablement dels millors: massís i sòlid en la seva ciència, i artista de legítim sarment. Cultivà el gènere religiós i el líric teatral; en tots dos va compondre molt. El seu estil i forma era corejada a 12 i 8 veus amb instruments o sense ells; en els tons humans i quatres de comèdia si revela, a part d'un domini i llibertat admirables, un geni expressiu i dramàtic de gran força.
De Patiño es conserven les obres següents:
- Missa a 12 <<Et exultavit spiritus meus>> (Arxiu d'El Escorial)
- Missa de Batalla a 12. Dos cors (Arxiu d'El Escorial)
- Missa a 12 i Motetes <<Videntes stellam>> (Arxiu de Salamanca)
- Missa a 8 veus en dos cors sobre el tema del Motet <<In devotionem>>, publicada en la Lyra Sacro-hispana, d'Eslava
- Missa a 8 (Arxiu d'El Escorial)
- Dixit Dominus a 8 (Arxiu d'El Escorial)
- Beatus vir a 12 (Arxiu d'El Escorial)
- Laudate Dominum a 12 (Arxiu d'El Escorial)
- Laetatus sum a 12 (Arxiu d'El Escorial)
- Lauda Jerusalem a 12 (Arxiu d'El Escorial)
- Lauda Jerusalem a 8 (Arxiu d'El Escorial)
- Visperas comunes a 8 (Arxiu d'El Escorial)
- Dos Magnificat a 12 (Arxiu d'El Escorial)
- Magnificat a 8 amb ministrils i saca-bucs obligats (Arxiu d'El Escorial)
- Magnificat a 8 (Arxiu de Salamanca)
- Cum invocarem a 12 (Arxiu d'El Escorial)
- Ave Maris stella a 8 (Arxiu d'El Escorial)
- Taedet animam a 12 (Arxiu d'El Escorial)
- Responsori <<Libera me Domine>> a 8 (Arxiu d'El Escorial)
- LLetania de Nostra Senyora sobre la del Santíssim a 7 (Arxiu d'El Escorial)
- Dos lletanies a 8 (Arxiu d'El Escorial)
- Salve Regina a 12 (Arxiu d'El Escorial)
- Maria Mater Dei i Motets a 8 (Arxiu d'El Escorial)
- O admirable Sacramento, a duo (Arxiu d'El Escorial)
- Quatro de Nostra Senyora (Arxiu d'El Escorial)
- Responsió 8 de Nadal (Arxiu d'El Escorial)
- Tons humans i quatres de comèdia (varis), alguns publicats per Felip Pedrell en els volums III i IV del Teatro lirico español (la Corunya, Canuto Berea, 1897-1898).